# Манга (місто)
Манга (фр. Manga) — місто і міська комуна в Буркіна-Фасо.

## Загальна інформація
Місто Манга знаходиться на півдні Буркіна-Фасо і лежить на шосе, що сполучає Уагадугу з Ганою. Висота міста над рівнем моря становить 283 м. Манга є головним містом Південно-Центральній області і провінції Зундвеого. В адміністративному відношенні комуна підрозділяється на 5 міських секторів та 13 сіл. Чинний мер — Жан-Клод Буда. Є центром католицької єпархії Манга.

## Населення
За даними на 2013 рік чисельність населення міста становила 23 614 осіб. Чисельність населення міської комуни за даними перепису 2006 року становить 32 033 людини.
Динаміка чисельності населення міста по роках:
| 1996  | 2005  | 2006  | 2013  |
| ----- | ----- | ----- | ----- |
| 14035 | 17705 | 18861 | 23614 |